# 1923年英國大選
1923年英國大選（United Kingdom general election of 1923）舉辦於1923年12月6日。保守黨雖然在這次選舉中贏得了最多席位，但最後成了的是由工黨組成的少數政府。這次大選也是英國最後一次第三黨（自由黨）贏得超過100個席位，或得到超過26%的得票率。然而由於政權並不穩定，僅一年之後英國就再次舉行大選，工黨政府也隨之垮台。

## 外部連結
- United Kingdom election results - summary results 1885-1979（页面存档备份，存于）
- 1923 Conservative manifesto（页面存档备份，存于）
- 1923 Labour manifesto
- 1923 Liberal manifesto（页面存档备份，存于）